# Hebeloma incarnatulum
Hebeloma incarnatulum A.H. Sm. – gatunek grzybów należący do rodziny pierścieniakowatych (Strophariaceae).

## Systematyka i nazewnictwo
Pozycja w klasyfikacji według Index Fungorum: Hebeloma, Strophariaceae, Agaricales, Agaricomycetidae, Agaricomycetes, Agaricomycotina, Basidiomycota, Fungi.
Po raz pierwszy opisał go Alexander Hanchett Smith w mchach torfowcach w stanie Michigan w USA.

## Morfologia
Kapelusz
Średnica 3–5(8) cm, szeroko wypukły z niewielkim garbkiem lub płaskowypukły. Brzeg równy, w niektórych miejscach zostaje do końca podgięty. Powierzchnia lepka i gładka, początkowo płowa lub winnobrązowa, później przechodząca w jaśniejszą, różowawą. Brzeg często jaśniejszy niż środek, ale po wyschnięciu staje się ogólnie różowobrązowy.
Blaszki
Zbiegające z ząbkiem, gęste, wąskie, jasne z cynamonowym odcieniem. Krawędzie białe, kłaczkowate, czasami z brązowawymi plamami.
Trzon
Wysokość 5–9 cm, grubość 1–2 cm, równy, u podstawy z niewielką bulwą. Powierzchnia biała lub biaława, pofałdowana, często podłużnie prążkowana, wierzchołek oprószony. Brak zasnówki.
Miąższ
Biały, na środku kapelusza gruby, przy brzegu cienki. Zapach rzodkwi, smak gorzkawy i mdły.
Cechy mikroskopowe
Bazydiospory 9–12 × 5,5–7 (7,5) µm, w widoku z profilu nierównoboczne, w widoku z przodu owalne, o powierzchni wyglądającej na gładką, w kolorze jasnej gliny, ciemniejące pod działaniem KOH, w odczynniku Melzera płowoczerwone do wyraźnie dekstrynoidalnych. Podstawki 4-zarodnikowe, 24–32 × 8–12, w KOH szkliste i pozbawione szklistych ziarnistości, w odczynniku Melzera jaskrawoczerwone, ale barwa ta szybko zanika. Pleurocystyd brak. Cheilocystydy (37) 50 – 70 × 4 – 7 µm, różnokształtne, krótkie do długich, wszystkie z tępymi wierzchołkami, niektóre wybrzuszone u podstawy, niektóre spod wierzchołkiem, często w pęczkach i najwyraźniej nieco sklejone. Skórka typu ixocutis, zbudowana z wąskich (1–2,5 µm) strzępek ze sprzążkami.

## Występowanie
Podano stanowiska Hebeloma gigaspermum w Ameryce Północnej, Europie i Azji. Brak tego gatunku w opracowanym w 2003 r. przez Władysława Wojewodę wykazie wielkoowocnikowych grzybów podstawkowych Polski, ale podano jego stanowiska w późniejszych latach.
Naziemny grzyb mykoryzowy.